# Phiale radians
Phiale radians là một loài nhện trong họ Salticidae.
Loài này thuộc chi Phiale. Phiale radians được John Blackwall miêu tả năm 1862.